# Championnat du Niger de football 2010-2011
Navigation
Édition 2008 Édition suivante
La saison 2010-2011 du Championnat du Niger de football est la quarante-et-unième édition de la Ligue 1, le championnat national de première division au Niger. Les seize équipes engagées sont regroupées au sein d'une poule unique où elles affrontent deux fois leurs adversaires, à domicile et à l'extérieur. En fin de saison, pour permettre le passage du championnat à 14 clubs, les trois derniers du classement sont relégués tandis que le 13e affronte le vice-champion de D2.
C'est le club de l’ASGNN qui remporte la compétition cette saison après avoir terminé en tête du classement final, avec neuf points d'avance sur Dan Kassawa FC. C'est le troisième titre de champion du Niger de l'histoire du club.

## Participants
- AS Douanes
- ASGNN[1]
- ASFAN Niamey
- Jangorzo FC
- AS Police
- Akokana FC
- Olympic Football Club de Niamey
- Urana FC
- Nassara Alkali Club
- US Gendarmerie Nationale
- Ader FC - Promu de D2
- Racing FC de Boukoki - Promu de D2
- ASN Nigelec FC
- Dan Kassawa FC
- Malbaza FC
- Sahel SC

## Compétition

### Classement
Le classement est établi sur le barème de points suivant : victoire à 3 points, match nul à 1, défaite à 0.
| Rang | Équipe                          | Pts | J  | G  | N  | P  | Bp | Bc | Diff |
| ---- | ------------------------------- | --- | -- | -- | -- | -- | -- | -- | ---- |
| 1    | ASGNN                           | 62  | 30 | 18 | 8  | 4  | 52 | 17 | +35  |
| 2    | Dan Kassawa FC                  | 53  | 30 | 15 | 8  | 7  | 36 | 22 | +14  |
| 3    | ASFAN NiameyT                   | 48  | 30 | 14 | 6  | 10 | 46 | 24 | +22  |
| 4    | Sahel SCC                       | 48  | 30 | 13 | 9  | 8  | 32 | 18 | +14  |
| 5    | ASN Nigelec FC                  | 48  | 30 | 13 | 9  | 8  | 39 | 26 | +13  |
| 6    | Akokana FC                      | 48  | 30 | 13 | 9  | 8  | 34 | 22 | +12  |
| 7    | AS Police                       | 47  | 30 | 12 | 11 | 7  | 36 | 28 | +8   |
| 8    | Olympic Football Club de Niamey | 46  | 30 | 11 | 13 | 6  | 31 | 24 | +7   |
| 9    | Jangorzo FC                     | 45  | 30 | 11 | 12 | 7  | 32 | 26 | +6   |
| 10   | Urana FC                        | 43  | 30 | 11 | 10 | 9  | 31 | 31 | 0    |
| 11   | AS Douanes                      | 41  | 30 | 11 | 8  | 11 | 42 | 30 | +12  |
| 12   | Nassara Alkali Club             | 38  | 30 | 9  | 11 | 10 | 24 | 27 | -3   |
| 13   | Racing FC de BoukokiP           | 34  | 30 | 8  | 10 | 12 | 30 | 38 | -8   |
| 14   | US Gendarmerie Nationale        | 26  | 30 | 6  | 8  | 16 | 25 | 40 | -15  |
| 15   | Ader FCP                        | 18  | 30 | 4  | 6  | 20 | 25 | 66 | -41  |
| 16   | Malbaza FC abandon              | 3   | 30 | 0  | 3  | 27 | 8  | 82 | -74  |

|  | Qualification pour la Ligue des champions de la CAF 2012                              |
|  | Qualification pour la Coupe de la confédération 2012                                  |
|  | Participation au barrage de promotion-relégation                                      |
|  | Relégation directe en deuxième division                                               |
|  | T : Tenant du titre C : Vainqueur de la Coupe du Niger P : Promu de Deuxième division |

- Le club de Malbaza FC quitte le championnat après la 14e journée. Le reste des rencontres à disputer est perdu sur tapis vert sur le score de 0-3.

### Matchs

#### Barrage de promotion-relégation
| Équipe 1             | Résultat | Équipe 2       |
| -------------------- | -------- | -------------- |
| Racing FC de Boukoki | -        | Espoir FC (D2) |

- Le résultat final est inconnu mais il s’avère qu'Espoir FC est promu et prend la place du Racing FC en Ligue 1.

## Bilan de la saison
| Championnat du Niger de football 2010-2011 |                          |
| Champion                                   | ASGNN (3e titre)         |
| Coupes et trophées                         |                          |
| Vainqueur de la Coupe du Niger 2010-2011   | Sahel SC                 |
| Qualifications continentales               |                          |
| Ligue des champions de la CAF 2012         | ASGNN                    |
| Coupe de la confédération 2012             | Sahel SC                 |
| Promotions et relégations                  |                          |
| Promus en Ligue 1                          | Zumunta AC               |
| Promus en Ligue 1                          | Espoir FC                |
| Relégués en Deuxième division              | US Gendarmerie Nationale |
| Relégués en Deuxième division              | Ader FC                  |
| Relégués en Deuxième division              | Malbaza FC               |
| Relégués en Deuxième division              | Racing FC de Boukoki     |